# 埃爾阿蒂約市 (委內瑞拉)
埃爾阿蒂約市（西班牙語：Municipio El Hatillo）是委內瑞拉的一個市，位於該國北部米蘭達州，首府是埃爾阿蒂約鎮，始建於1784年6月12日，面積114平方公里，海拔高度1,136米，2001年人口54,225，人口密度每平方公里475人。